# Dario Bonetti
Dario Bonetti (Brescia, 5 agosto 1961) è un allenatore di calcio ed ex calciatore italiano, di ruolo difensore.
Detiene il record del maggior numero di giornate di squalifica in Serie A (39).

## Biografia
È fratello di Ivano, anche lui calciatore.

## Carriera

### Giocatore

Dario Bonetti, con Zavarov (al centro) e Bruno (a sinistra), festeggia la vittoria della Juventus nella Coppa UEFA 1989-1990.

#### Club

Dario Bonetti (a destra) al Verona nel 1987, in marcatura sul torinista Anton Polster.

Iniziò la carriera in Serie B nel Brescia, per poi passare alla Roma. Diciannovenne, esordì in Serie A il 30 novembre 1980 in Roma-Udinese (3-1), divenendo ben presto titolare nell'undici di Nils Liedholm: la squadra giallorossa terminerà quel campionato al secondo posto, vincendo al contempo la Coppa Italia dopo avere sconfitto in finale il Torino. L'anno successivo, in cui la Roma raggiunse il terzo posto, giocò 26 partite.
Nel 1982 venne ceduto in prestito alla Sampdoria, per poi tornare a Roma l'anno successivo e rimanervi sino al 1986. In maglia giallorossa giocò da titolare la finale di Coppa dei Campioni del 30 maggio 1984, persa all'Olimpico contro il Liverpool.
La sua carriera proseguì in massima serie con Milan, che lo acquistò nel 1986 per 2 miliardi di lire, poi Juventus, Verona e Sampdoria; in particolare, nella stagione 1991-1992 vestì la maglia blucerchiata assieme al fratello Ivano. Vinse quattro Coppe Italia (tre con la Roma e una con la Juventus), una Coppa UEFA coi bianconeri e una Supercoppa italiana con la Sampdoria, prima di concludere la carriera alla SPAL con una retrocessione in Serie C1 al termine del campionato cadetto 1992-1993.
In carriera ha collezionato 287 presenze in Serie A, 78 in Serie B, 56 nelle coppe europee, 85 in Coppa Italia, 16 in nazionale Under-21 e 2 in nazionale maggiore.

#### Nazionale
Dopo varie presenze nella rappresentativa Under-21 nell'arco del quinquennio 1981-1986, in quest'ultimo anno esordì in nazionale maggiore, l'8 ottobre, nell'amichevole di Bologna contro la Grecia (2-0); otterrà una seconda e ultima apparizione in maglia azzurra il successivo 15 novembre, nella gara di Milano contro la Svizzera (3-2) valevole per le qualificazioni al campionato d'Europa 1988.

### Allenatore
Inizia la carriera da allenatore con la Sestrese in Serie D dove arriva secondo. Dal 12 maggio è stato vice del fratello Ivano al Dundee in Scottish Premier League. La prima stagione la squadra arriva sesta in campionato con accesso alla Coppa Intertoto, in cui è eliminata al primo turno. Nella seconda viene esonerato.
Il 28 febbraio 2005 è chiamato sulla panchina del Potenza militante in Serie C2, girone C. Rimane fino a fine stagione ottenendo la salvezza e arrivando al settimo posto con 47 punti. L'anno successivo è chiamato nel Campionato di calcio ungherese sulla panchina del FC Sopron, in cui militavano Beppe Signori e Luigi Sartor. Il 3 maggio 2006 viene esonerato dopo la sconfitta casalinga per 0-1 contro il RAEC dopo aver raggiunto comunque la salvezza. Il 20 marzo 2007 è richiamato e salva la squadra.
Il 22 giugno 2007 è chiamato ad allenare il Gallipoli militante in Serie C1, girone B. Il 10 marzo 2008 con la squadra al terzo posto, si dimette dopo la dura contestazione dei tifosi in seguito al pareggio interno con l'Ancona. L'8 dicembre 2008 viene nominato allenatore della Juve Stabia, militante in Lega Pro Prima Divisione girone B. Il 2 marzo 2009 dopo la sconfitta in casa per 1-3 con il Perugia, a causa del terz'ultimo posto in classifica in zona retrocessione e dei soli 7 punti ottenuti in 10 gare (1 vittoria, 4 pari, 5 sconfitte) viene esonerato.
Il 24 giugno firma per due anni con la Dinamo Bucarest. Si qualifica alla fase a gironi della Coppa UEFA vincendo ai rigori sul campo dello Slovan Liberec, dopo aver recuperato lo 0-3 subito a tavolino nella gara d'andata.È l'unico allenatore nella storia delle competizioni europee per club UEFA ad essere riuscito con la sua squadra a qualificarsi in una fase ad eliminazione diretta dopo aver perso la partita d'andata in casa con tre goal di scarto. Il 5 ottobre il presidente Nicolae Badea lo esonera dopo la sconfitta in casa per 0-1 col Panathīnaïkos. Il 10 novembre viene nominato allenatore del Pescina voluto fortemente dal fratello Ivano che da tre anni ricopre il ruolo di ds. Il 15 febbraio 2010 dopo dieci partite viene esonerato insieme a suo fratello Ivano e tutto il suo staff a causa del penultimo posto in classifica.
Il 21 luglio 2010 firma un contratto biennale per la nazionale africana della Zambia. L'11 ottobre 2011 dopo il pareggio per 0-0 ottenuto nei confronti della Libia viene esonerato, nonostante avesse centrato, due giorni prima, la storica qualificazione in Coppa d'Africa.
Il 10 aprile 2012 ritorna sulla panchina del Dinamo Bucarest. Con cui conquista la Coppa di Romania e Supercoppa di Romania. Il 14 novembre viene esonerato in seguito a cattivi risultati e divergenze di vedute con la società.
Il 17 giugno 2016 viene ingaggiato dal Târgu Mureș, militante nella Liga I rumena. Si dimette il 6 agosto per motivi personali, dopo tre sconfitte nelle prime tre giornate di campionato.
Il 15 luglio 2021 viene richiamato sulla panchina della Dinamo Bucarest per la terza volta, esordendo con una vittoria sul Voluntari per 3-2. Viene esonerato il 15 settembre 2021 dopo la sconfitta per 6-0 nel derby contro la Steaua Bucarest

## Statistiche

### Presenze e reti nei club
| Stagione             | Squadra              | Campionato           | Campionato | Campionato | Coppe nazionali | Coppe nazionali | Coppe nazionali | Coppe continentali | Coppe continentali | Coppe continentali | Altre coppe | Altre coppe | Altre coppe | Totale | Totale |
| Stagione             | Squadra              | Comp                 | Pres       | Reti       | Comp            | Pres            | Reti            | Comp               | Pres               | Reti               | Comp        | Pres        | Reti        | Pres   | Reti   |
| -------------------- | -------------------- | -------------------- | ---------- | ---------- | --------------- | --------------- | --------------- | ------------------ | ------------------ | ------------------ | ----------- | ----------- | ----------- | ------ | ------ |
| 1978-1979            | Brescia              | B                    | 21         | 2          | CI              | 0               | 0               | -                  | -                  | -                  | -           | -           | -           | 21     | 2      |
| 1979-1980            | Brescia              | B                    | 8          | 0          | CI              | 1               | 0               | -                  | -                  | -                  | -           | -           | -           | 9      | 0      |
| Totale Brescia       | Totale Brescia       | Totale Brescia       | 29         | 2          |                 | 1               | 0               |                    | -                  | -                  |             | -           | -           | 30     | 2      |
| 1980-1981            | Roma                 | A                    | 20         | 0          | CI              | 3               | 0               | CdC                | 0                  | 0                  | TC          | 1           | 0           | 24     | 0      |
| 1981-1982            | Roma                 | A                    | 26         | 0          | CI              | 1               | 0               | CdC                | 4                  | 0                  | -           | -           | -           | 31     | 0      |
| 1982-1983            | Sampdoria            | A                    | 27         | 0          | CI              | 4               | 0               | -                  | -                  | -                  | -           | -           | -           | 31     | 0      |
| 1983-1984            | Roma                 | A                    | 13         | 1          | CI              | 4               | 0               | CC                 | 5                  | 0                  | -           | -           | -           | 22     | 1      |
| 1984-1985            | Roma                 | A                    | 23         | 0          | CI              | 2               | 0               | CdC                | 5                  | 0                  | -           | -           | -           | 30     | 0      |
| 1985-1986            | Roma                 | A                    | 22         | 2          | CI              | 3               | 0               | -                  | -                  | -                  | -           | -           | -           | 25     | 2      |
| Totale Roma          | Totale Roma          | Totale Roma          | 104        | 3          |                 | 13              | 0               |                    | 14                 | 0                  |             | 1           | 0           | 132    | 3      |
| 1986-1987            | Milan                | A                    | 23+1       | 0          | CI              | 4               | 0               | -                  | -                  | -                  | -           | -           | -           | 28     | 0      |
| lug.-set. 1987       | Milan                | A                    | 0          | 0          | CI              | 0               | 0               | CU                 | 0                  | 0                  | -           | -           | -           | 0      | 0      |
| Totale Milan         | Totale Milan         | Totale Milan         | 24         | 0          |                 | 4               | 0               |                    | 0                  | 0                  |             | -           | -           | 28     | 0      |
| set. 1987-1988       | Verona               | A                    | 19         | 1          | CI              | 1               | 0               | CU                 | 2                  | 0                  | -           | -           | -           | 22     | 1      |
| 1988-1989            | Verona               | A                    | 21         | 0          | CI              | 3               | 0               | -                  | -                  | -                  | -           | -           | -           | 24     | 0      |
| Totale Hellas Verona | Totale Hellas Verona | Totale Hellas Verona | 40         | 1          |                 | 4               | 0               |                    | 2                  | 0                  |             | -           | -           | 46     | 1      |
| 1989-1990            | Juventus             | A                    | 28         | 3          | CI              | 7               | 0               | CU                 | 9                  | 0                  | -           | -           | -           | 44     | 3      |
| 1990-1991            | Juventus             | A                    | 11         | 0          | CI              | 3               | 0               | CdC                | 4                  | 1                  | SI          | 1           | 0           | 19     | 1      |
| Totale Juventus      | Totale Juventus      | Totale Juventus      | 39         | 3          |                 | 10              | 0               |                    | 13                 | 1                  |             | 1           | 0           | 63     | 4      |
| 1991-1992            | Sampdoria            | A                    | 14         | 0          | CI              | 2               | 0               | CC                 | 3                  | 0                  | SI          | 0           | 0           | 19     | 0      |
| Totale Sampdoria     | Totale Sampdoria     | Totale Sampdoria     | 41         | 0          |                 | 6               | 0               |                    | 3                  | 0                  |             | 0           | 0           | 50     | 0      |
| 1992-1993            | SPAL                 | B                    | 9          | 0          | CI              | 0               | 0               | -                  | -                  | -                  | -           | -           | -           | 9      | 0      |
| Totale carriera      | Totale carriera      | Totale carriera      | 286        | 9          |                 | 38              | 1               |                    | 32                 | 1                  |             | 2           | 0           | 358    | 11     |

### Cronologia presenze e reti in nazionale
| Cronologia completa delle presenze e delle reti in nazionale ― Italia | Cronologia completa delle presenze e delle reti in nazionale ― Italia | Cronologia completa delle presenze e delle reti in nazionale ― Italia | Cronologia completa delle presenze e delle reti in nazionale ― Italia | Cronologia completa delle presenze e delle reti in nazionale ― Italia | Cronologia completa delle presenze e delle reti in nazionale ― Italia | Cronologia completa delle presenze e delle reti in nazionale ― Italia | Cronologia completa delle presenze e delle reti in nazionale ― Italia |
| Data                                                                  | Città                                                                 | In casa                                                               | Risultato                                                             | Ospiti                                                                | Competizione                                                          | Reti                                                                  | Note                                                                  |
| --------------------------------------------------------------------- | --------------------------------------------------------------------- | --------------------------------------------------------------------- | --------------------------------------------------------------------- | --------------------------------------------------------------------- | --------------------------------------------------------------------- | --------------------------------------------------------------------- | --------------------------------------------------------------------- |
| 8-10-1986                                                             | Bologna                                                               | Italia                                                                | 2 – 0                                                                 | Grecia                                                                | Amichevole                                                            | -                                                                     |                                                                       |
| 15-11-1986                                                            | Milano                                                                | Italia                                                                | 3 – 2                                                                 | Svizzera                                                              | Qual. Euro 1988                                                       | -                                                                     |                                                                       |
| Totale                                                                |                                                                       | Presenze                                                              | 2                                                                     |                                                                       | Reti                                                                  | 0                                                                     |                                                                       |

### Statistiche da allenatore
Statistiche aggiornate al 24 luglio 2025; in grassetto le competizioni vinte.
| Stagione               | Squadra                | Campionato             | Campionato | Campionato | Campionato | Campionato | Coppe nazionali | Coppe nazionali | Coppe nazionali | Coppe nazionali | Coppe nazionali | Coppe continentali | Coppe continentali | Coppe continentali | Coppe continentali | Coppe continentali | Altre coppe | Altre coppe | Altre coppe | Altre coppe | Altre coppe | Totale | Totale | Totale | Totale | % Vittorie | Piazzamento |
| Stagione               | Squadra                | Comp                   | G          | V          | N          | P          | Comp            | G               | V               | N               | P               | Comp               | G                  | V                  | N                  | P                  | Comp        | G           | V           | N           | P           | G      | V      | N      | P      | %          | Piazzamento |
| ---------------------- | ---------------------- | ---------------------- | ---------- | ---------- | ---------- | ---------- | --------------- | --------------- | --------------- | --------------- | --------------- | ------------------ | ------------------ | ------------------ | ------------------ | ------------------ | ----------- | ----------- | ----------- | ----------- | ----------- | ------ | ------ | ------ | ------ | ---------- | ----------- |
| 1999-2000              | Sestrese               | D                      | 34         | 19         | 11         | 4          | CI-D            | 8               | 5               | 0               | 3               | -                  | -                  | -                  | -                  | -                  | -           | -           | -           | -           | -           | 42     | 24     | 11     | 7      | 57,14      | 2º          |
| feb.-giu. 2005         | Potenza                | C2                     | 10         | 3          | 4          | 3          | CI-C            | -               | -               | -               | -               | -                  | -                  | -                  | -                  | -                  | -           | -           | -           | -           | -           | 10     | 3      | 4      | 3      | 30,00      | Sub. 7º     |
| feb.-apr. 2006         | Sopron                 | NBI                    | 10         | 5          | 2          | 3          | MK              | 2               | 0               | 1               | 1               | -                  | -                  | -                  | -                  | -                  | -           | -           | -           | -           | -           | 12     | 5      | 3      | 4      | 41,67      | Sub eson.   |
| mar.-mag. 2007         | Sopron                 | NBI                    | 9          | 4          | 2          | 3          | MK              | -               | -               | -               | -               | -                  | -                  | -                  | -                  | -                  | -           | -           | -           | -           | -           | 9      | 4      | 2      | 3      | 44,44      | Sub. 10°    |
| Totale Sopron          | Totale Sopron          | Totale Sopron          | 19         | 9          | 4          | 6          |                 | 2               | 0               | 1               | 1               |                    | -                  | -                  | -                  | -                  |             | -           | -           | -           | -           | 21     | 9      | 5      | 7      | 42,86      |             |
| 2007-mar. 2008         | Gallipoli              | C1                     | 26         | 11         | 9          | 6          | CI-C            | 6               | 3               | 1               | 2               | -                  | -                  | -                  | -                  | -                  | -           | -           | -           | -           | -           | 32     | 14     | 10     | 8      | 43,75      | Dimis.      |
| dic. 2008-mar. 2009    | Juve Stabia            | 1D                     | 10         | 1          | 4          | 5          | CI-LP           | -               | -               | -               | -               | -                  | -                  | -                  | -                  | -                  | -           | -           | -           | -           | -           | 10     | 1      | 4      | 5      | 10,00      | Sub. eson.  |
| ago.-ott. 2009         | Dinamo Bucarest        | LI                     | 8          | 4          | 1          | 3          | CR              | 1               | 1               | 0               | 0               | UEL                | 4                  | 2                  | 0                  | 2                  | -           | -           | -           | -           | -           | 13     | 7      | 1      | 5      | 53,85      | Eson.       |
| nov. 2009-feb. 2010    | Pescina VG             | 1D                     | 11         | 2          | 4          | 5          | CI-LP           | -               | -               | -               | -               | -                  | -                  | -                  | -                  | -                  | -           | -           | -           | -           | -           | 11     | 2      | 4      | 5      | 18,18      | Sub. eson.  |
| apr.-mag. 2012         | Dinamo Bucarest        | LI                     | 9          | 5          | 1          | 3          | CR              | 2               | 1               | 0               | 1               | -                  | -                  | -                  | -                  | -                  | -           | -           | -           | -           | -           | 11     | 6      | 1      | 4      | 54,55      | Sub. 5°     |
| lug.-nov. 2012         | Dinamo Bucarest        | LI                     | 15         | 6          | 4          | 5          | CR              | 2               | 2               | 0               | 0               | UEL                | 2                  | 0                  | 0                  | 2                  | SR          | 1           | 0           | 1           | 0           | 20     | 8      | 5      | 7      | 40,00      | Eson.       |
| lug.-ago. 2016         | Târgu Mureș            | LI                     | 3          | 0          | 0          | 3          | CR              | -               | -               | -               | -               | -                  | -                  | -                  | -                  | -                  | -           | -           | -           | -           | -           | 3      | 0      | 0      | 3      | &0,00      | Dimis.      |
| lug.-set. 2021         | Dinamo Bucarest        | LI                     | 8          | 2          | 0          | 6          | CR              | -               | -               | -               | -               | -                  | -                  | -                  | -                  | -                  | -           | -           | -           | -           | -           | 8      | 2      | 0      | 6      | 25,00      | Eson.       |
| Totale Dinamo Bucarest | Totale Dinamo Bucarest | Totale Dinamo Bucarest | 40         | 17         | 6          | 17         |                 | 5               | 4               | 0               | 1               |                    | 6                  | 2                  | 0                  | 4                  |             | 1           | 0           | 1           | 0           | 52     | 23     | 7      | 22     | 44,23      |             |
| Totale carriera        | Totale carriera        | Totale carriera        | 153        | 62         | 42         | 49         |                 | 21              | 12              | 2               | 7               |                    | 6                  | 2                  | 0                  | 4                  |             | 1           | 0           | 1           | 0           | 181    | 76     | 45     | 60     | 41,99      |             |

## Palmarès

### Giocatore

#### Club

##### Competizioni nazionali
- Coppa Italia: 4

Roma: 1980-1981, 1983-1984, 1985-1986
Juventus: 1989-1990
- Supercoppa italiana: 1

Sampdoria: 1991

##### Competizioni internazionali
- Coppa UEFA: 1

Juventus: 1989-1990

### Allenatore

#### Club
- Coppa di Romania: 1

Dinamo Bucarest: 2011-2012
- Supercoppa di Romania: 1

Dinamo Bucarest: 2012